# David Shumaker
David Shumaker (* 1954 in Bristol, Tennessee) ist ein US-amerikanischer Lokalpolitiker. Von Juli 2011 bis Juni 2012 war er der Bürgermeister von Bristol im Bundesstaat Tennessee. 

## Leben
Der in Bristol geborene David Shumaker besuchte dort bis 1972 die Tennessee High School. Anschließend begann er ein Studium an der East Tennessee State University, wo er 1977 seinen Bachelor of science sowie 1993 den Masters of education erwarb. Als College-Student lernte er seine Frau Anne kennen und heiratete sie im August 1977. Danach lebte er ein Jahr in Jonesborough.
Nach seiner Ausbildung arbeitete Shumaker als Gemeinschaftskunde-Lehrer in Washington County, Tennessee und als Fahrschullehrer beim Blue Ridge Job Corps in Marion, Virginia. Später war er Sonderschullehrer beim Tennessee Department of Youth Development des Sullivan County. Derzeit ist er als selbstständiger Home Inspektor tätig.
Shumakers politische Karriere begann 1998, als er erstmals in den Stadtrat (City Council) von Bristol gewählt wurde. Er war dreimal Bürgermeister (Mayor) der Stadt (2003/04, 2007/08, 2011/12) und zweimal Vize-Bürgermeister (Vice Mayor). In seinem Amt engagierte er sich besonders in den Bereichen Wirtschaftswachstum durch Tourismus und Wiederbelebung des historischen Stadtzentrums von Bristol. Seit Juli 2013 ist er nicht mehr Mitglied des Stadtrats.